# 赤いランプの終列車
赤いランプの終列車（あかいランプのしゅうれっしゃ）は、1952（昭和27）年に発売された、春日八郎の歌謡曲である。作詞・大倉芳郎、作曲・江口夜詩。
デビューシングルながら50万枚の大ヒットとなり、下積みの長かった春日は28歳にしてスターとなった。

## 映画
1958（昭和33）年には春日八郎の歌手生活十周年を記念し、同名の映画が日活により製作され、同年12月28日に公開された。主演は春日八郎、監督は内田一作。

### あらすじ
車掌の春日（春日八郎）が乗り合わせた終列車（識別しやすいように赤いランプを点灯している）に、敏腕芸能マネージャー・山野ユリ（白木マリ）と近頃売り上げがさえない同業者・中村（岡田真澄）が乗り合わせていた。赤切符（三等切符）しか持っていない中村は春日に気付いて二等（グリーン車）から三等（普通車）に避難するそぶりを見せるが、山野に呼び止められて春日に見つかってしまった。中村は春日に差額分を払い、芸能事務所社長を名乗って春日に「歌が好きならテストしてあげよう」とはったりをする。ある日、春日は恋人の富子が借金のために金満家の息子と結婚すると知って、ショックを受ける。失恋した春日は心機一転とばかりに中村の所へ行くが、最近は詐欺まがいの事をしているらしいことを知った。懲りない中村は「春日のマネージャー」と偽って契約金をふんだくろうとするが、ばれてしまう。中村を心配するユリに「彼（中村）を助ける事が出来るのはあなたしかいない」と言われた春日は、春日がらみの（中村の）被害者に対して「彼（中村）は私のマネージャーです。彼があなたと契約した通りに仕事します。」といい、契約通りの仕事をして矛を収めさせた。春日は中村の営む会社の社員となり、中村と一緒に中村の会社を再建する。